# Ваньпин

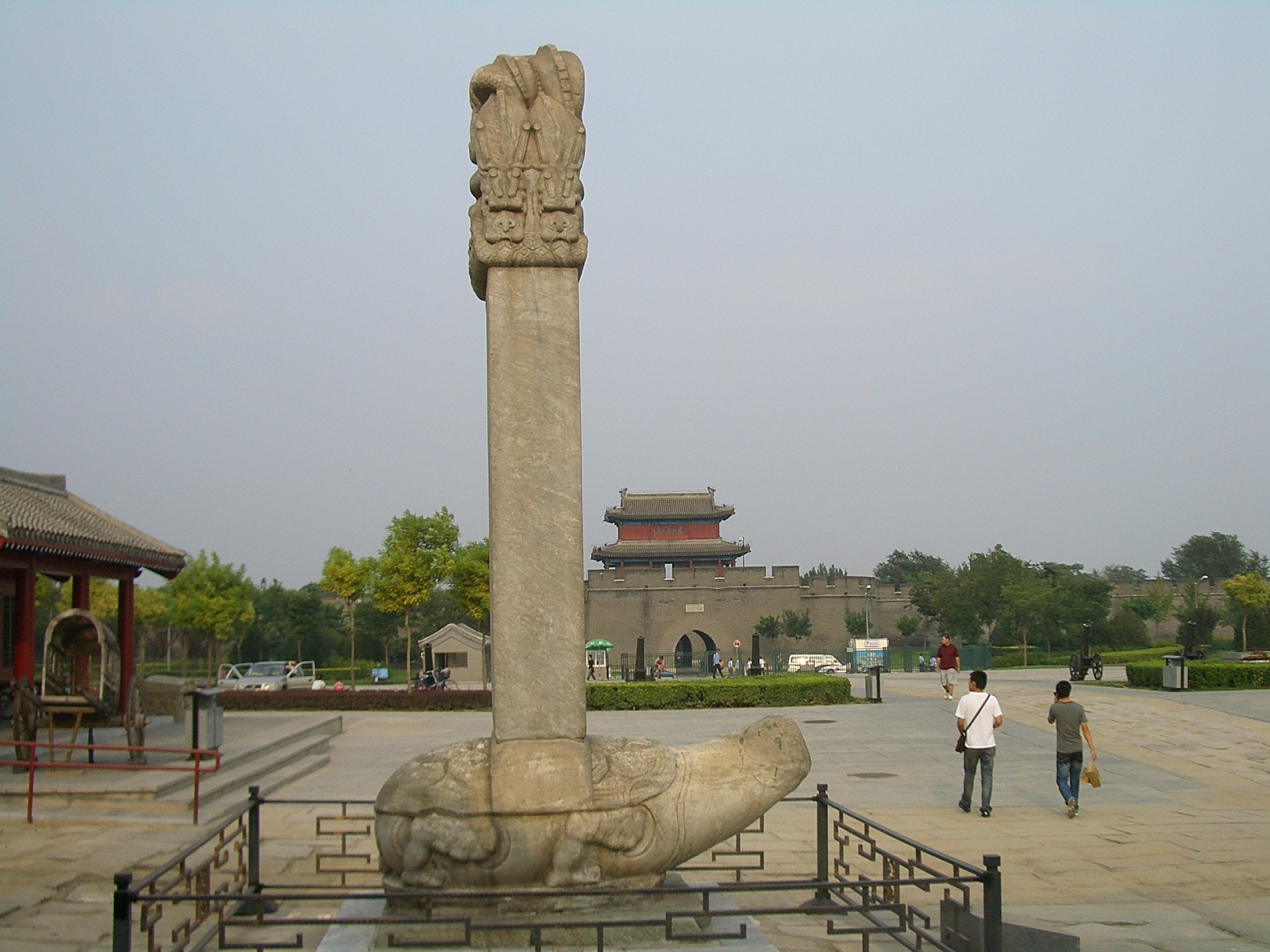
Западные ворота крепости Ваньпин. Вид с площади у входа на мост Марко Поло. На переднем плане — стела в честь ремонтных работ на мосту и набережных, произведенных по указанию императора Канси

Крепость Ваньпин (кит. упр. 宛平城, пиньинь Wǎnpíng Chéng; англ. Wanping City, Wanping Town, Wanping Castle) — старинная крепость на юго-западной окраине современного Пекина. Расположена в Фэнтайском районе  города, у Пятой окружной дороги, примерно в 15 км к юго-западу от исторического центра Пекина. Стоит на левом (восточном) берегу реки Юндинхэ, защищая дорогу на Пекин через Мост Марко Поло.

## История

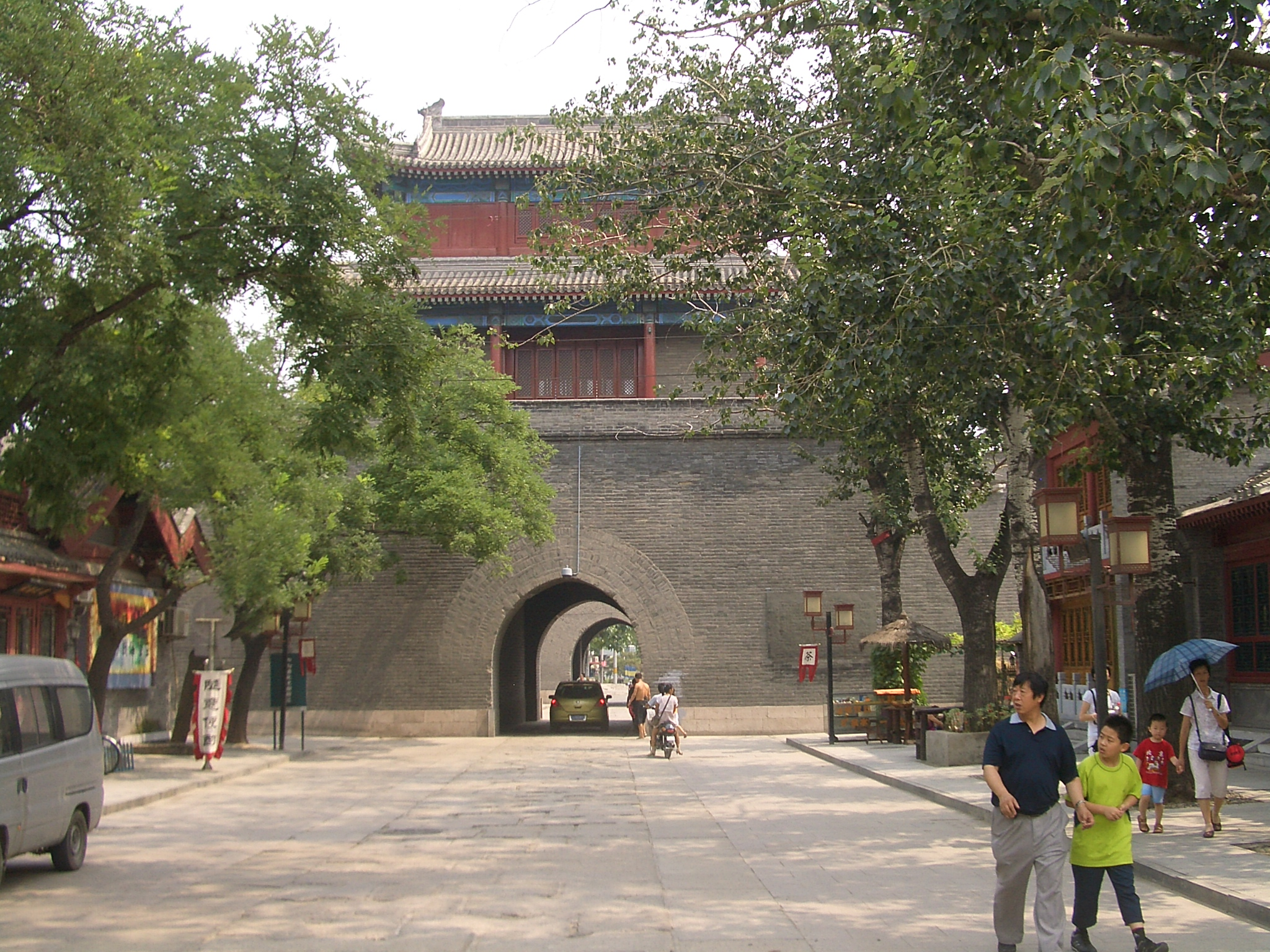
В крепости

Крепость Ваньпин была первоначально построена во времена Минской династии (1638 г.) для защиты Пекина от повстанцев Ли Цзычэна. Её раннее название — Гунцзи (拱极城, Gongji Cheng, 'крепость Гунцзи'). Крепость Ваньпин долго являлась центром одноименного городка, сравнительно недавно вошедшего в состав Пекина.
С обстрела крепости и моста японцами в июле 1937 года началась Вторая японо-китайская война, завершившаяся лишь с окончанием Второй мировой войны (подробнее см. Инцидент на Лугоуцяо).

## Современное состояние
Поскольку крепостные стены Пекина были снесены во второй половине XX в. для строительства Второй кольцевой дороги (хотя некоторые её участки и были восстановлены в начале XXI в.), крепость Ваньпин остается ценным примером подлинных старинных городских стен в Пекине, и является важным туристическим объектом как для горожан, так и для гостей Пекина.

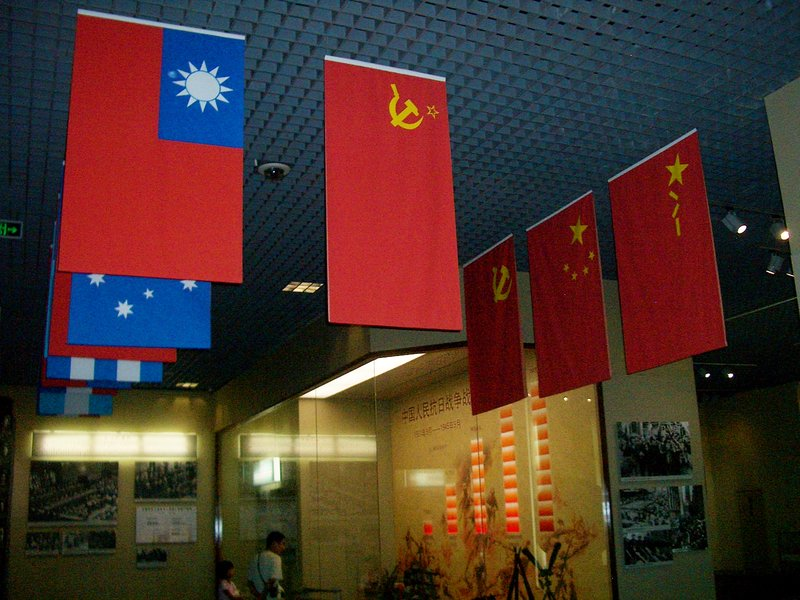
В Музее Войны против Японии

Крепостные стены Ваньпина имеют форму прямоугольника, 640 м с востока на запад и 320 м с севера на юг. В них всего двое ворот — восточные и западные; мост начинается от её западных ворот. Главная улица внутри крепости идёт с востока на запад, от одних ворот к другим. К северу от этой улицы в настоящее время внутри крепости находится Мемориальный музей антияпонской войны китайского народа (中国人民抗日战争纪念馆|); вдоль неё — различные лавочки, ориентированные на туристов. А в стороне от неё сохраняются традиционные жилые кварталы. Имеется также музей традиционной китайской городской жизни.

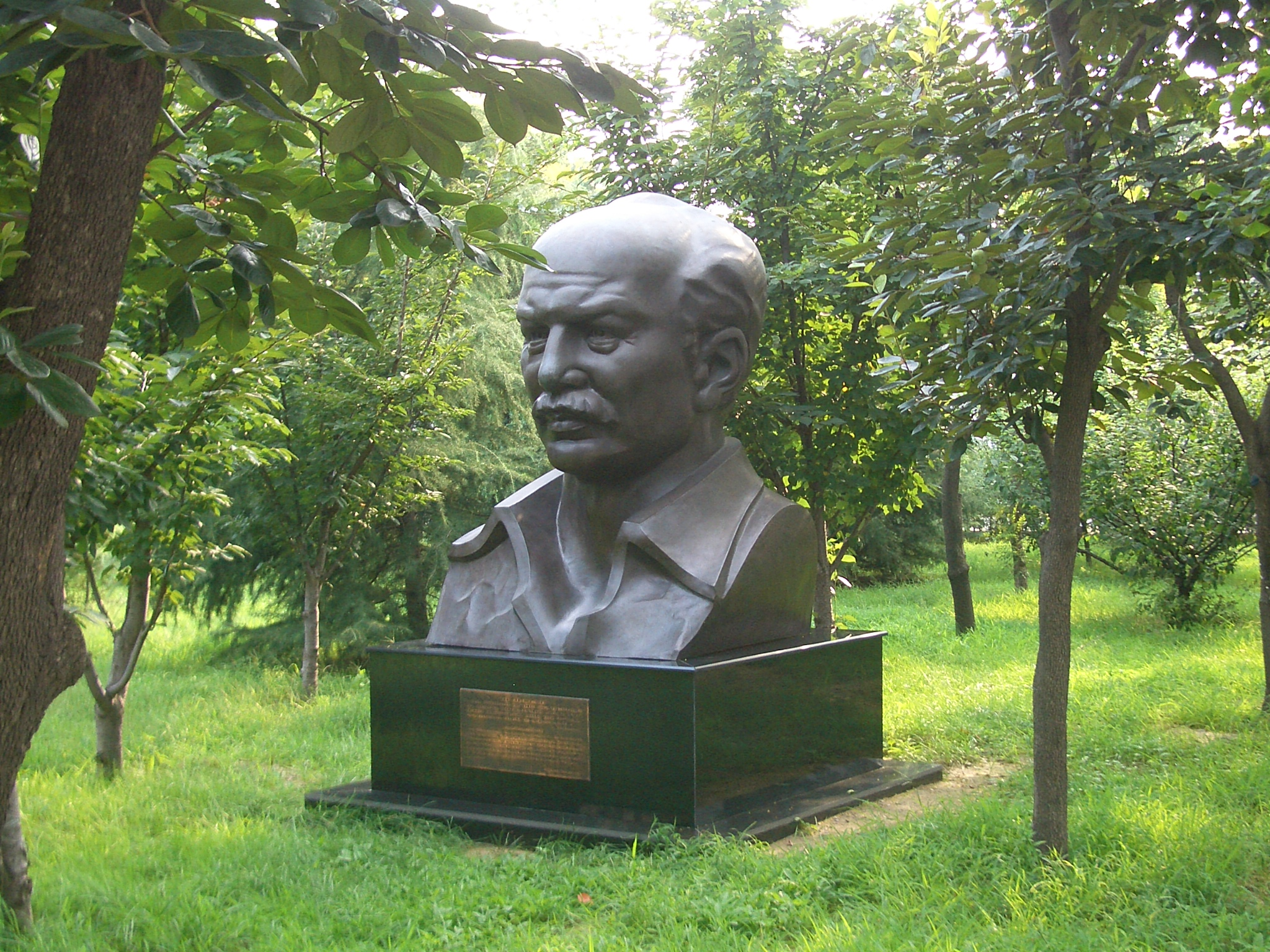
Памятник канадскому доктору-интернационалисту Норману Бетьюну за Музеем Войны против Японии

Повреждения от японского артобстрела до сих пор сохранились на стенах крепости, и отмечены мемориальными досками.
Стены и башни крепости были отреставрированы в 2003—2004 г.

## Скульптурные произведения
Как внутри крепости, так и в парках вокруг неё размещено множество скульптур, стел и монументов. Самые древние из них, включая стелы императоров цинской династии Цяньлуна и Канси, а также и немалое количество современной скульптуры на исторические темы, находится на площади снаружи западных ворот крепости, у входа на мост Марко Поло. Внутри крепости, со всех сторон от музея Второй японо-китайской войны, находится несколько значительных скульптурных произведений военно-патриотического содержания, самым крупным из которых является монумент «Разбуженный лев». К югу от крепости в 2000 г. к 55-летию победы над Японией был открыт «Сад скульптур в честь войны сопротивления китайского народа против Японии» (中国人民抗日战争纪念雕塑园) площадью 2,25 гектара, центром которого является 15-метровая стела с текстом, написанным рукой Цзян Цзэминя. Сад скульптур окружен парком площадью 8.56 га.

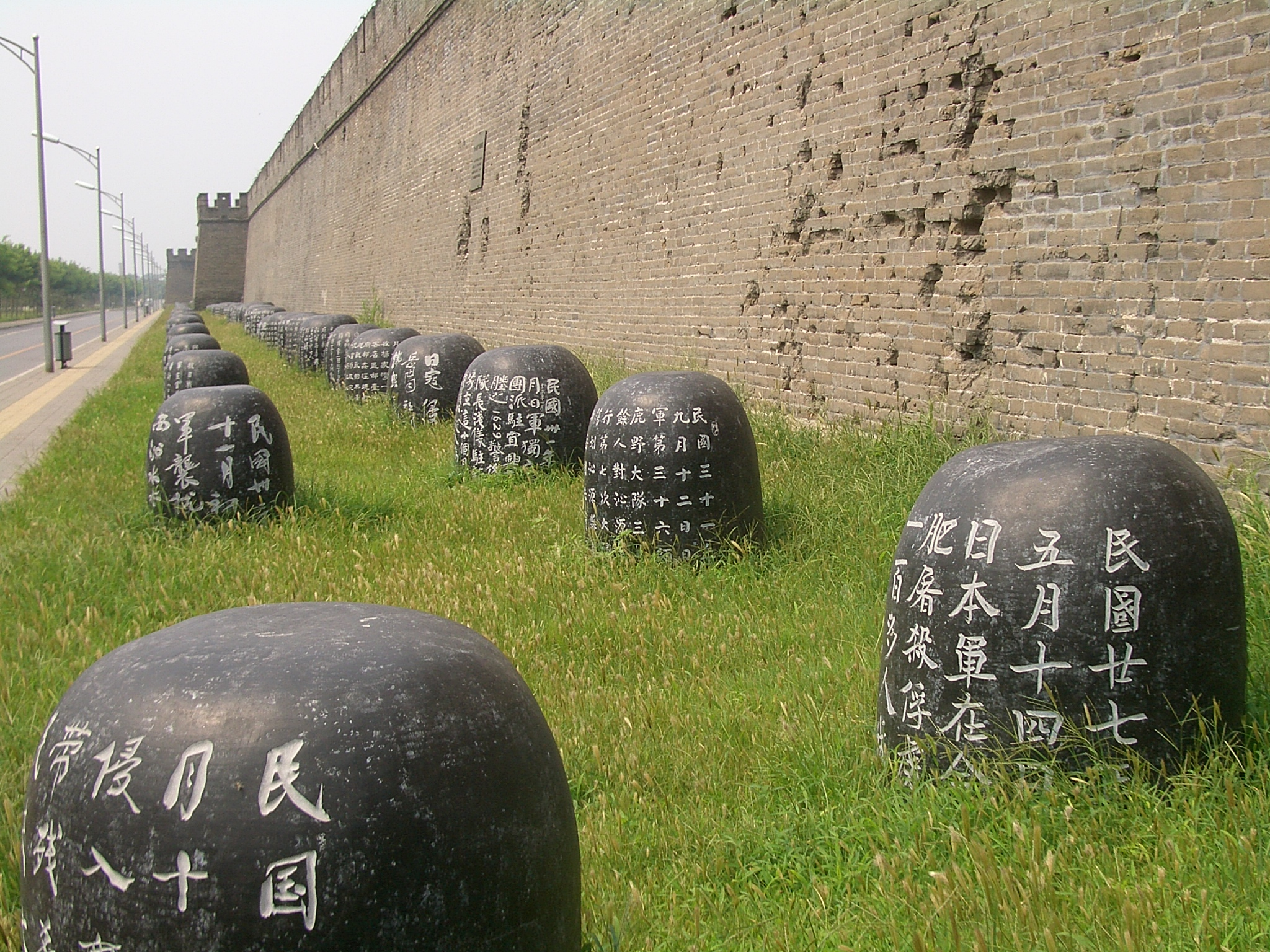
Южная стена крепости

Вдоль южной стены крепости установлены ряды каменных бочек, на которых высечен список преступлений японской армии во время её вторжения в Китай. Текст на бочках основывается на публикации составленной Китайским историческим обществом (中国史学会). Всего у крепостной стены и в «Саду скульптур в честь войны сопротивления» сейчас находится около 500 бочек из этой серии, которая имеет довольно необычную судьбу. Её автор, скульптор, каллиграфист и коллекционер книг и картин Цай Сюэши (蔡学仕), начал изготовлять их за свой счёт в 1987 г., когда ему было всего 24 года. Он закупал камень в провинции Шэньси, приглашал известных людей каллиграфически выполнять текст для них.

Среди около 3000 каллиграфистов, выполнивших текст, выгравированный затем Цай Сюэши, были 128 китайских генералов, которые расписали по бочке. Многие из них в молодости и сами успели поучаствовать в войне. Эта группа бочек образует так называемый «Сад генеральских каменных бочек» (将军石鼓园)
В 2000—2003 гг. у крепости находилось около 2700 этих бочек, но потом руководство сочло, что они очень уж загромождают местность, и оставило только около пятисот, а большинство остальных было в 2003 г. перемещено в лесопарк в этой же части города. Однако весной 2008 г. в связи с перепланировкой лесопарка под новый парк культуры и отдыха находившиеся там бочки опять стали бездомными. Упорный скульптор, однако, не хочет прекращать работу — всего по его замыслу должно быть создано 3800 бочек.
Пятая окружная дорога Пекина проходит в туннеле у западной стены крепости, под площадью между её западными воротами и входом на мост Марко Поло.